# برونو ماوريسيو دي زابالا
برونو ماوريسيو دي زابالا (بالإسبانية: Bruno Mauricio de Zabala Ibarra)‏ هو عسكري باراغواياني وإسباني، ولد في 6 أكتوبر 1682 في دورانغو في إسبانيا، وتوفي في 31 يناير 1736 في نهر بارانا في الأرجنتين.

## وصلات خارجية
- برونو ماوريسيو دي زابالا على موقع الموسوعة البريطانية (الإنجليزية)